# Москва (гостиница, Санкт-Петербург)
«Москва» — гостиница в Санкт-Петербурге. Расположена на площади Александра Невского рядом с Невским проспектом, напротив Александро-Невской лавры. На первом этаже — станция метро Площадь Александра Невского-1.
Первый план новой площади, появившейся в связи с постройкой Староневского моста (при открытии названного мостом Александра Невского), был создан в 1958 году Валентином Каменским, Александром Наумовым и Владимиром Поповым; на будущем месте гостиницы они запланировали слегка изогнутый (в другую сторону) 5-7этажный дом, «переключающий внимание с Лавры на себя». При открытии моста в 1965 году изменилось отношение к сочетанию старой и новой архитектуры, и на площадь был объявлен новый конкурс с задачей ненанесения ущерба облику Лавры. В конкурсе победил проект Давида Гольдгора, который снизил высоту здания гостиницы, сменил изгиб дуги со стороны площади и повторишего у реки, чтобы с набережных остался панорамный вид. Согласно Андрею Иконникову, пластическое решение нового здания «било в цель контрастом со сложной пластикой Лавры». По ходу проектирования во избежание монотонности строения во внутренний двор гостиницы была добавлена башня с техническими помещениями.
Семиэтажное здание гостиницы было построено в 1974—1979 годах по проекту группы под руководством Д. С. Гольдгора (арх. Д. С. Гольдгор, В. Н. Щербин, Л. К. Варшавская, инженер Е. В. Голубев). В гостинице было 126 одноместных номеров по 11 м², 600 двухместных по 14 м² и 50 люксов, половина окон обращена во внутренний двор. Во внутреннем коридоре — четыре холла. Для обзора каждое окно здания взято в бетонную раму, изначально эти рамы были вогнуты внутрь, но потом было принято решение вывернуть их, сделав фасад «пульсирующим»; организующее начало здания — паттерн (на 2023 год доступный для просмотра только на фрагменте дворового фасада).
Критики говорили о схожести паттерна гостиницы с бетонным забором ПО-2.
В 2005—2007 прошла реконструкция здания по проекту архитекторов В. М. Фрайфельда и Д. Б. Седакова (студия «АДМ, Фрайфельд, Седаков»). В результате были изменены фасады, здание получило мансардный этаж, а внутри помимо гостиницы расположился торговый центр. Отмечается, что модернизация смазала и затёрла все находки Гольдгора: форма замылена, изгиб дезавуирован, скругление мансардного этажа уничтожило подчёркивающую изгиб линию карниза. Отмечается, что новому владельцу здания, при котором оно было зеркально застеклено, принадлежит большой стекольный завод.

## Галерея

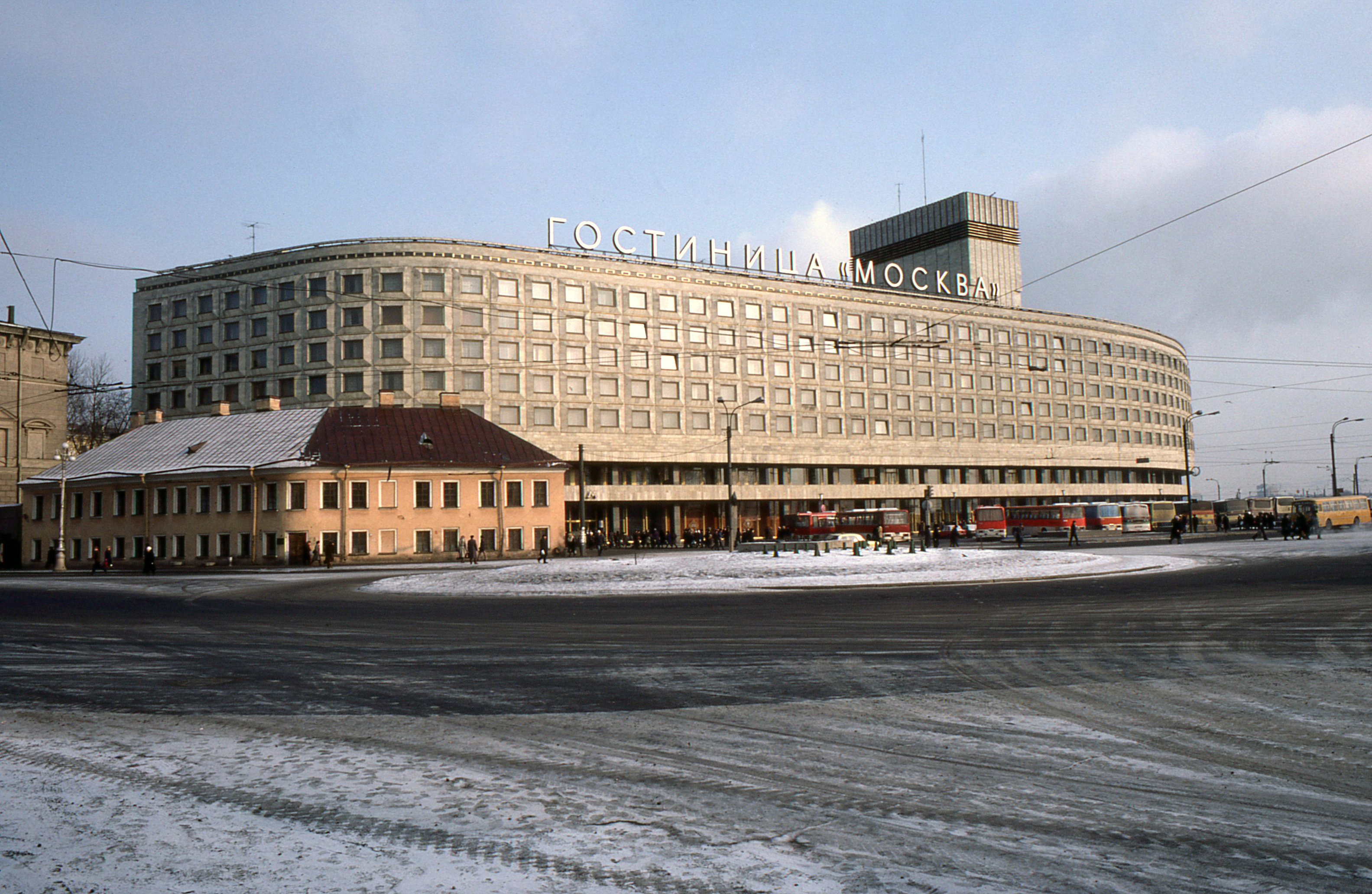
Вид до реконструкции. 1984 год.
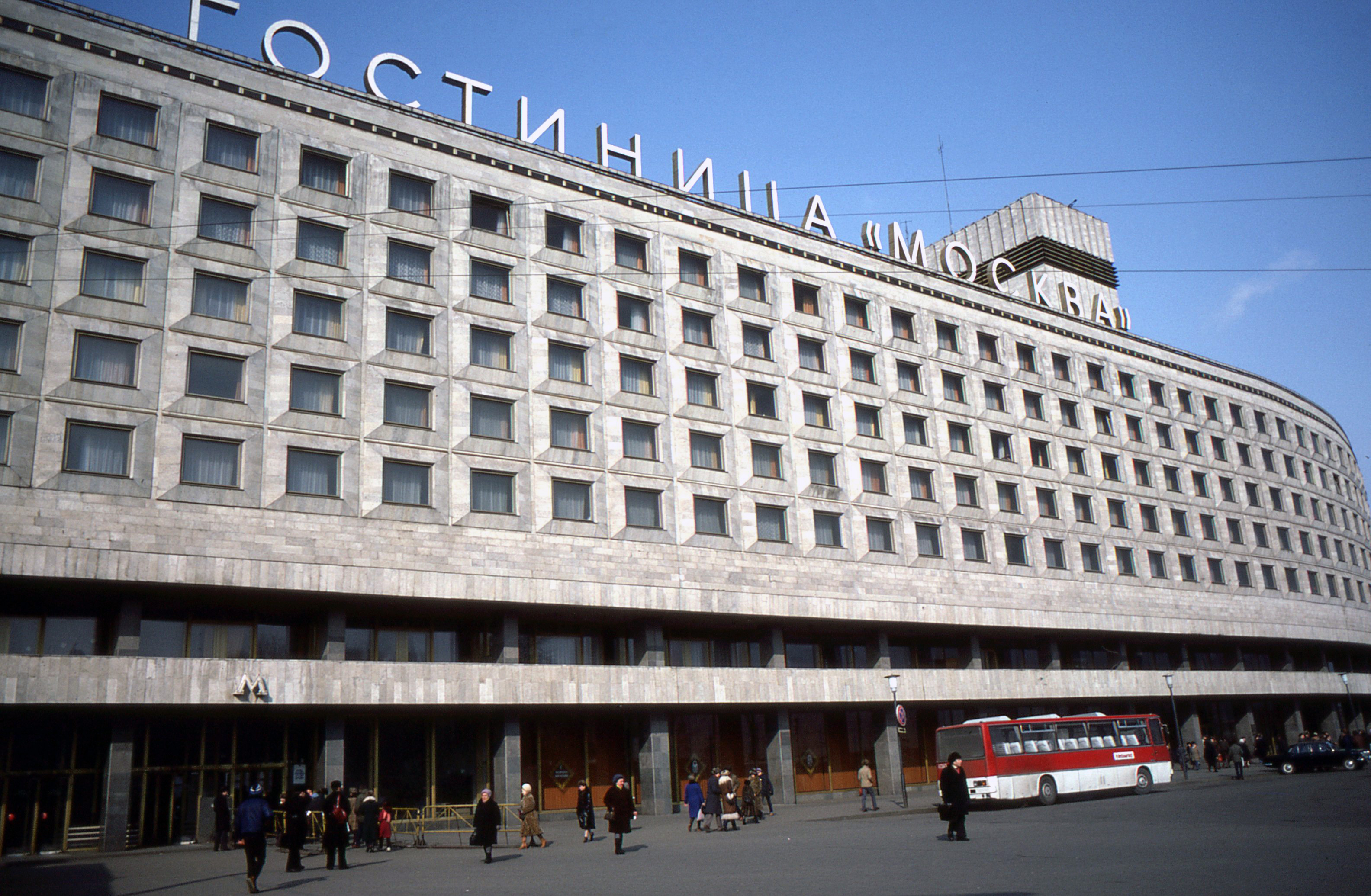
Вид до реконструкции. 1984 год.
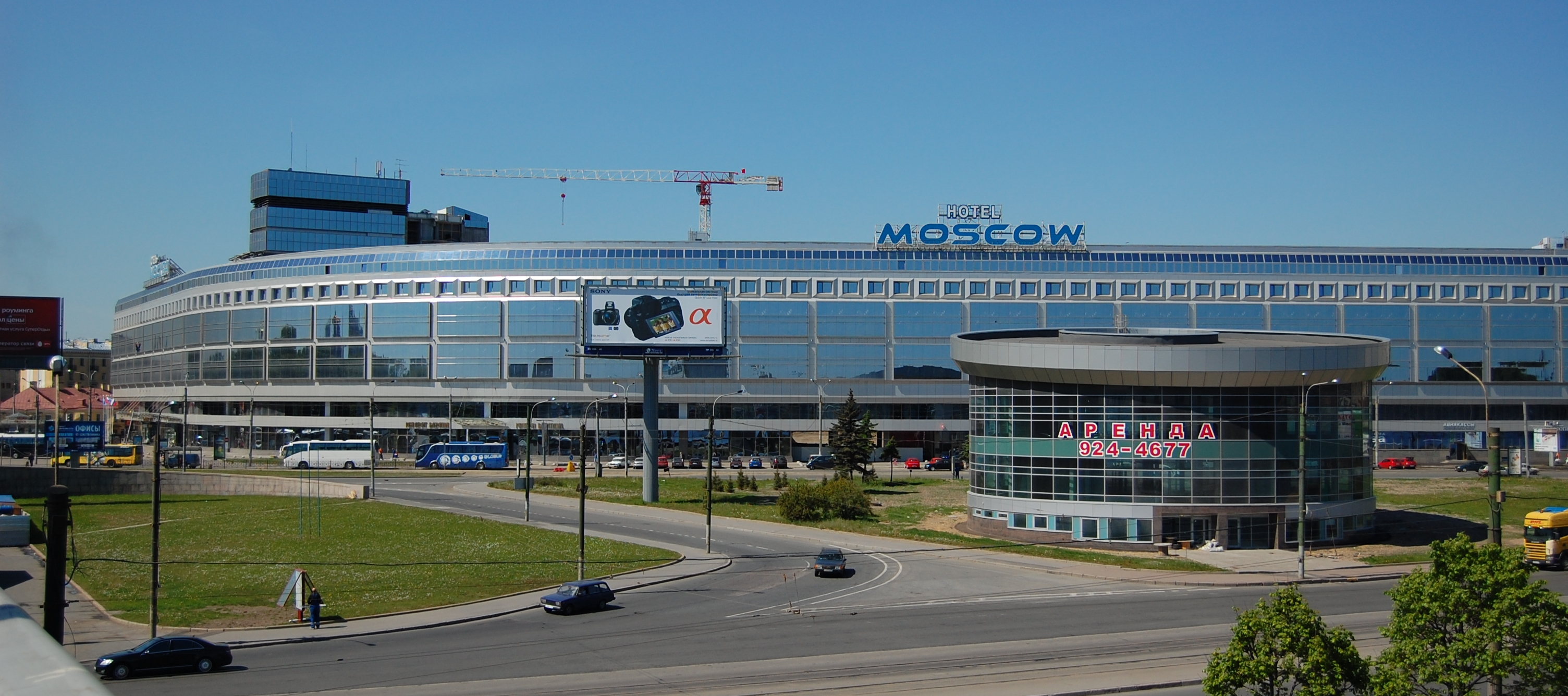
Вид после реконструкции. 2008 год.
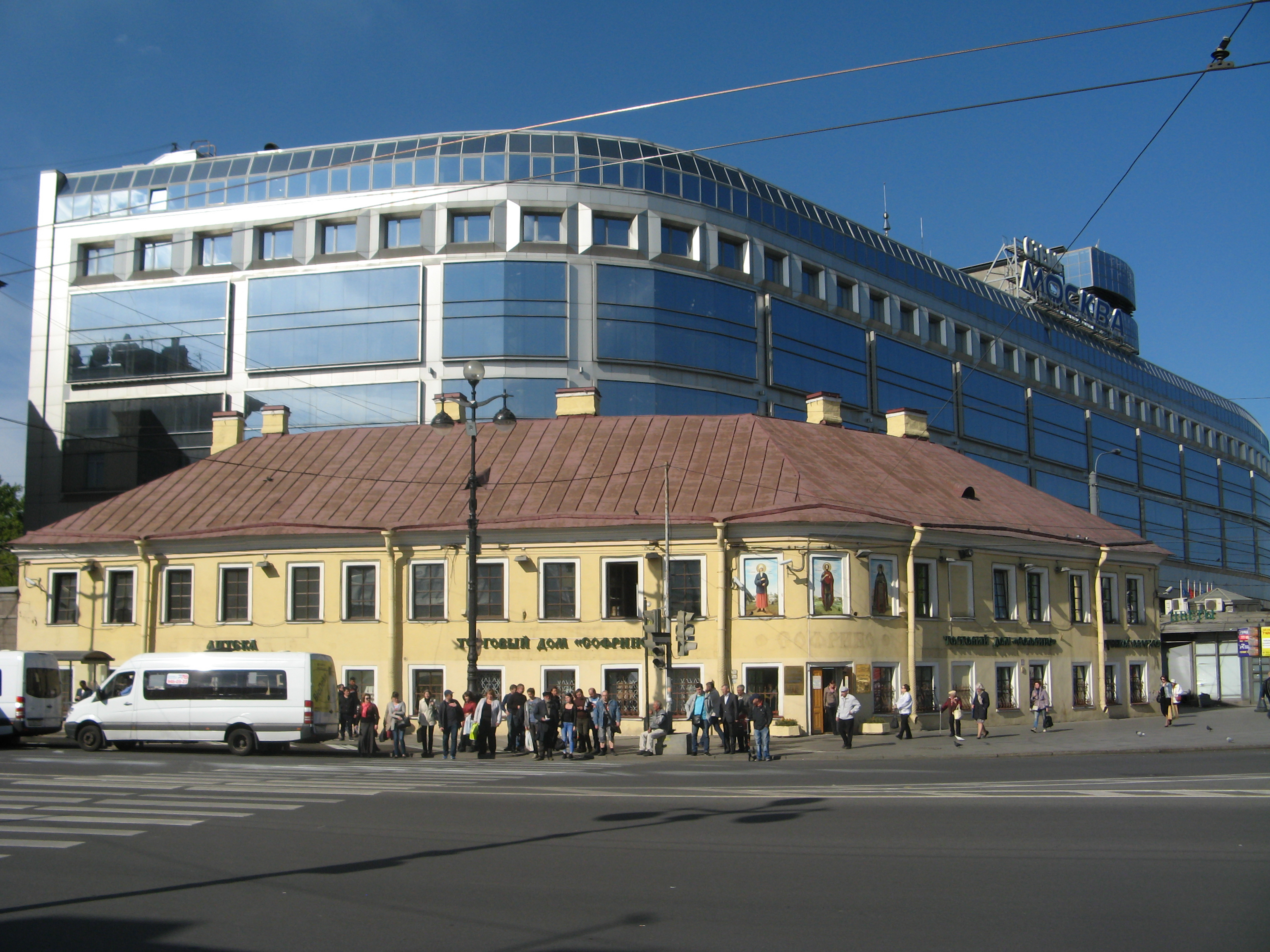
Вид со стороны Невского проспекта. 2016 год.

## Транспорт
Рядом расположено метро «Площадь Александра Невского». Доехать также можно на автобусах № 8,24,27,46,65,132,191, троллейбусах № 1, 14, 16, 22, 33 или трамваях № 7, 24, 65.